# Djilali Selmi
Djilali Selmi (Argel, Argelia francesa, 4 de septiembre de 1946) es un exfutbolista de Argelia que jugó en la posición de centrocampista.

## Carrera

### Club
| Periodo   | Club            |
| --------- | --------------- |
| 1964-1967 | OMR El Annasser |
| 1967-1979 | CR Belouizdad   |

### Selección nacional
Debutó con Argelia el 12 de noviembre de 1967 en un empate 1-1 ante Libia y su último partido lo jugó el 1 de junio de 1975 en una derrota por 1-2 ante Túnez. Jugó para la selección nacional en 16 ocasiones y participó en la Copa Africana de Naciones 1968.

## Logros
- Campeonato Nacional de Argelia (2): 1968/69, 1969/70
- Copa de Argelia (3): 1969, 1970, 1978
- Copa de Campeones Magreb (3): 1970, 1971, 1972